# Kraljestvo Galicije in Lodomerije
Kraljestvo Galicije in Lodomerije (nemško Königreich Galizien und Lodomerien, poljsko Królestwo Galicji i Lodomerii, ukrajinsko Королівство Галичини та Володимирії, latinizirano: Korolivstvo Galyčyny ta Volodymyriji), znana tudi kot Avstrijska Galicija ali pogovorno Avstrijska Poljska, je bila konstitutivna domena Habsburške monarhije v zgodovinski regiji Galiciji v vzhodni Evropi. Ustanovljena je bila leta 1772, ko je bilo po prvi delitvi poljsko-litovske Republike obeh narodov to ozemlje priključeno k Avstriji. Leta 1804 je postala kronska dežela novorazglašenega Avstrijskega cesarstva. Od leta 1867 je bila kronska dežela v avstrijski polovici dvojne Avstro-Ogrske monarhije in ohranila določeno stopnjo avtonomije. Njen status je ostal nespremenjen do razpada monarhije leta 1918.
Domena je nastala leta 1772 iz jugozahodnega dela poljsko-litovske skupne države. V naslednjem obdobju je prišlo do več teritorialnih sprememb. Leta 1795 je Habsburška monarhija sodelovala pri tretji delitvi Poljske in si priključila dodatno poljsko ozemlje, ki se je preimenovalo v Zahodno Galicijo. Ta del je monarhija leta 1809 izgubila. Do drugih manjših širjenj ali krčenj ozemlja je prišlo leta 1786, 1803, 1809, 1815, 1846 in 1849. Po letu 1849 so meje kronske dežele ostale stabilne do leta 1918.
Ime "Galicija" je latinizirana oblika Galiča, ene od več regionalnih vzhodnoslovanskih kneževin srednjeveške Kijevske Rusije. Ime "Lodomerija"  je latinizirana oblika izvirnega slovanskega imena mesta Volodimir, ki ga je v 10. stoletju ustanovil Volodimir Veliki. Naslov "kralj Galicije in Lodomerije" je bil poznosrednjeveški kraljevi naslov, ki ga je med osvajanjem regije v 13. stoletju ustvaril ogrski kralj Andrej II. Od takrat je bil naslov "kralj Galicije in Lodomerije" vključen med številne ceremonialne naslove, ki so jih uporabljali ogrski kralji, kar je ustvarilo temelje za kasnejše zahteve Habsburžanov po tem ozemlju leta 1772. Po galicijsko-volinskih vojnah (1340–1392) je regijo v 14. stoletju priključila Kraljevina Poljska in jo obdržala do njene razdelitve v 18. stoletju. 
Po prvi svetovni vojni je Galicija postala del Druge poljske republike. Po drugi svetovni vojni je bila Galicija razdeljena med Ljudsko republiko Poljsko (do leta 1952 Republika Poljska) in Ukrajinsko SSR Sovjetske zveze, zdaj Poljsko in Ukrajino. Jedro zgodovinske Galicije na splošno ustreza sodobni Lvovski, Ternopilski in Ivano-Frankivski oblasti v zahodni Ukrajini, medtem ko zahodni del sestavljajo večji del poljskega Malopoljskega in Podkarpatskega vojvodstva ter velik del Šlezijskega vojvodstva. 

## Uradno ime
Uradno ime kraljestva je bilo Kraljestvo Galicije in Lodomerije z Veliko Krakovsko kneževino in vojvodinama Auschwitz and Zator. Ime je obstajalo v vseh štirih aktualnih jezikih: nemško Königreich Galizien und Lodomerien mit dem Großherzogtum Krakau und den Herzogtümern Auschwitz und Zator, poljsko Królestwo Galicji i Lodomerii wraz z Wielkim Księstwem Krakowskim i Księstwem Oświęcimia i Zatoru in ukrajinsko Королівство Галичини та Володимирії з великим князіством Краківським і князівствами Освенцима і Затору, latinizirano: Korolivstvo Galyčyny ta Volodymyriji z velykym knjazistvom Krakivs0kym i knjazivstvamy Osevencyma i Zatoru, in madžarsko Galícia és Lodoméria királysága Krakkó nagyhercegségével és Auschwitz és Zator hercegséggel. 

## Zgodovina
Galicija je bila največje ozemlje,  ki ga je Habsburška monarhija priključila med prvo delitvijo Poljske leta 1772. Ozemlje se je od samega začetka imenovalo Kraljestvo Galicije in Lodomerije, da bi poudarilo ogrske zahteve po njej. V tretji delitvi Poljske so Habsburžani priključili tudi velik del etnično poljskih dežel na severozahodu. To ozemlje  je skupaj z nekaterimi najzahodnejšimi etnično poljskimi deli Galicije postalo Zahodna ali Nova Galicija, kar je spremenilo geografsko vsebino imena Galicija. Glavno mesto Avstrijske Galicije je bil Lvov, nemško Lemberg. V mestu je prevladovala poljska aristokracija, čeprav so večino prebivalstva vzhodne polovice kraljestva tvorili Ukrajinci. V Galiciji, predvsem v njenih vzhodnih delih, je živelo tudi veliko Judov.
| Kronologija pomembnih dogodkov (1772–1914) - 1772: Prva delitev Poljske – ustanovitev Kraljestva Galicije in Lodomerije. - 1782: Razdelitev Galicije na osemnajst okrajev (nemško Kreise). - 1786: Priključitev Bukovine. - 1795: Tretja delitev Poljske. K Zahodni Galiciji so bila priključena znatna ozemlja okoli Lublina, vključno s Krakovom. - 1803: Zahodna Galicije priključena k Galiciji kot posebna gubernija. - 1809: Schönbrunnski sporazum – ozemlje na desnem bregu Sana in ozemlje na desnem bregu Visle okoli Krakova je bilo odstopljeno Varšavski vojvodini, Ternopilski kraj pa Ruskemu imperiju. - 1815: Dunajski kongres. Ustanovljeno je bilo Svobodno mesto Krakov. Ostanek ozemlja, pridobljenega s tretjo delitvijo Poljske, in Zamość, je dobila ruska Kongresna Poljska. Ternopil in desni breg Sana in Visle sta bila vrnjena Avstrijski Galiciji. - 1817: Avstrija razdeli Galicijo na dežele. - 1846: Kmečki upor, imenovan galicijski pokol. Krakov priključen k Galiciji, uradno kot Velika Krakovska vojvodina, de facto pa kot Krakovski okraj. - 1848: Revolucija na Dunaju. Ustanovitev prvih poljskih nacionalnih komitejev v Galiciji. Prva odprta zahteva po ustavnih pravicah. 2. maja je bil ustanovljen Vrhovni rusinski (ukrajinski) svet. - 1849: Bukovina odcepljena od Galicije kot Vojvodina Bukovina. - 1850: Okraji nadomeščeni s političnimi okrožji. Galicija je bila razdeljena na tri 'vladna okrožja': Lemberg (Lvov), Krakov in Stanislav. - 1854: Ponovna ustanovitev okrajev. - 1859: Avstrijski poraz v bitkah pri Magenti in Solferinu. - 1860: Oktobrska ustava z obljubo avtonomije. Bukovina ponovno priključena k Galiciji. Krakovski okraj ukinjen, število okrajev pa zmanjšano. - 1861: Februarska ustava. Ustanovljen prvi Svet Galicije in Lodomerije, Bukovina ponovno ločena od Galicije. - 1866: Avstrijsko-pruska vojna. - 1867: Ustanovljena Avstro-Ogrska dvojna monarhija. Galicija postane del Cislejtanije. - 1868: Razpustitev okrajev in ustanovitev novih upravnih enot. - 1868: "Galicijska resolucija", predložena cesarju. Uprava začne prehajati v poljske roke. - 1873: Uvedba neposrednih volitev Cesarskega sveta Avstrije (Reichsrat). - 1896: Razširitev volilnih pravic. - 1907: Uvedena splošna volilna pravica. - 1914: Razširitev in reorganizacija Sveta. |

V prvih desetletjih avstrijske vladavine je bila Galicija trdno vodena z Dunaja. Številne pomembne reforme je izvedla birokracija, v kateri so bili večinoma Nemci in Čehi. Plemstvu so bile zagotovljene precej omejene pravice. Nekdanji podložniki niso bili več le premičnina, ampak so postali subjekti prava in dobili nekatere osebne svoboščine, kot je pravica do poroke brez gospodovega dovoljenja. Njihove delovne obveznosti so bile določene in omejene. Za svoje pravice so se lahko na cesarska sodišča pritožili mimo svojega gospoda. Uniatska cerkev vzhodnega obreda, ki je služila predvsem Ukrajincem, se je preimenovala v Grkokatoliško cerkev, da bi se izenačila z Rimskokatoliško cerkvijo. Dobila je svoja semenišča in sčasoma metropolita. Reforme med lokalno aristokracijo niso bile priljubljene, med preprostim prebivalstvom, tako med Poljaki kot Ukrajinci (imenovani tudi Rutenci), pa so naletele na pozitiven odziv in simpatije, ki so trajale skoraj do konca avstrijske vladavine. Istočasno je Avstrijsko cesarstvo iz Galicije izvleklo precejšnje bogastvo in v svojo vojsko vpoklicalo veliko galicijskega kmečkega prebivalstva. 

### Obdobje od leta 1809 do 1860
Med napoleonskimi vojnami je bila Avstrija v skladu s Schönbrunnskim sporazumom leta 1809 prisiljena vse svoje pridobitve v tretji delitvi Poljske, vključno z Zamoščem, odstopiti Napoleonovi Varšavski vojvodini, nekaj ozemlja okoli Tarnopola pa Ruskemu imperiju. Po napoleonskih vojnah je Dunajski kongres leta 1815  vrnil Ternopil in nekaj drugih ozemelj Avstriji, večino nekdanjega avstrijskega ozemlja v Varšavski vojvodini pa je dodelil Kongresni Poljski (v nekaterih virih Kraljevina Poljska), ki ji je vladal ruski car. Mesto Krakov in okoliško ozemlje, ki je bilo prej del Nove ali Zahodne Galicije, je postalo polavtonomno Svobodno mesto Krakov pod nadzorom treh sil, ki so vladale Poljski, tj. Avstrije, Rusije in Prusije. 
20. in 30. leta 19. stoletja so bila obdobje birokratske vladavine, ki jo je nadziral Dunaj. Večino upravnih položajev so zasedli nemško govoreči uradniki, vključno z nemško govorečimi Čehi. Po neuspešni novembrski vstaji na Poljskem leta 1830–1831, v kateri je sodelovalo nekaj tisoč galicijskih prostovoljcev, je v Galicijo prišlo veliko poljskih beguncev. Obdobje poznih 1830. let je bilo polno poljskih zarotniških organizacij, katerih delo je doseglo vrhunec z neuspešnim uporom leta 1846 v delu Galicije, naseljenim s Poljaki. Upor so Avstrijci zlahka zadušili s pomočjo galicijskih kmetov, ki so ostali zvesti cesarju. Poljski graščaki so podpirali ali bili naklonjeni načrtom upornikov za ustanovitev neodvisne poljske države. Kmetje na graščinskih posestvih zahodne Galicije, ki jih je slaba letina privedla do bede, v svobodni Poljski niso videli veliko koristi in so namesto tega  izkoristili priložnost, da se uprejo instituciji tlačanstva in pobijejo številne posestnike. S propadom upora za svobodno Poljsko je mesto Krakov izgubilo delno avtonomijo in bilo vključeno v Avstrijsko cesarstvo kot Veliko krakovsko vojvodstvo. Vojvodstvo so upravljale avstrijske oblasti, kot da bi bilo del Galicije.
V istem obdobju se je med Ukrajinci v vzhodnem delu Galicije začelo narodno prebujanje. Krog aktivistov, predvsem grkokatoliških semeniščnikov, ki so se jih dotaknila gibanja v Evropi in zgledi Slovanov, zlasti v vzhodni Ukrajini pod Rusi, se je začel usmerjati k preprostemu ljudstvu in njegovemu jeziku. Leta 1837 je tako imenovana ukrajinska triada pod vodstvom Markijana Šaškeviča izdala zbirko ljudskih pesmi in drugega gradiva v knjigi Nimfa Dnestra (ukrajinsko Rusalka Dnistrovaia), pisani v ukrajinščini. Vznemirjeni zaradi teh dogajanj so avstrijske oblasti in grkokatoliški metropolit knjigo prepovedali. 
Leta 1848 je na Dunaju in v drugih delih avstrijskega cesarstva izbruhnila revolucija. V Lvovu je bil ustanovljen Poljski narodni svet. Kasneje je bil ustanovljen tudi Rutenski (ukrajinski) narodni svet. Guverner Franz Stadion je še preden je Dunaj ukrepal, odpravil ostanke tlačanstva, da bi pomiril revolucionarje. Še več. Poljskim zahtevam po avtonomiji Galicije so nasprotovale ukrajinske zahteve po nacionalni enakopravnosti in delitvi pokrajine na vzhodni ukrajinski in zahodni poljski del. Cesarska vojska je obstreljevala Lvov in sčasoma revolucijo povsem zadušila. 
Sledilo je desetletje ponovnega absolutizma. Da bi pomirili Poljake, je bil za podkralja imenovan grof Agenor Gołuchowski, konzervativni predstavnik vzhodnogalicijske aristokracije, tako imenovanih Podolcev. Začel je polonizirati lokalno upravo in dosegel, da so se ukrajinske zamisli o razdelitvi pokrajine odložile, ni pa mu uspelo prisiliti Grkokatoliške cerkve k prehodu na zahodni gregorijanski koledar in med Ukrajinci zamenjati cirilico z latinico. 

### Ustavni poskusi
Leta 1859, po vojaškem porazu Avstro-Ogrske v Italiji, je cesarstvo vstopilo v obdobje ustavnih poskusov. Leta 1860 je dunajska vlada pod vplivom Agenorja Gołuchowskega izdala svojo Oktobrsko diplomo, ki je predvidevala konservativno federalizacijo cesarstva. Negativen odziv v nemško govorečih deželah je povzročil spremembe v vladi in izdajo Februarskega patenta, ki je omilil načrtovano decentralizacijo. Galicije je kljub temu do leta 1861 dobila Zakonodajno skupščino in Parlament Galicije in Lodomerije (poljsko Sejm). Sprva je bilo v parlamentu dokaj močno prohabsburško ukrajinsko in poljsko kmečko zastopstvo, približno polovica predstavnikov. V parlamentu se je razpravljalo tudi o perečih socialnih in ukrajinskih nacionalnih vprašanjih, potem pa so upravni pritiski omejili učinkovitost tako kmečkih kot ukrajinskih predstavnikov in v parlamentu sta prevladala poljska aristokracija in plemstvo, ki sta bila naklonjena zgolj lastni avtonomiji. Istega leta so izbruhnili nemiri v ruski Poljski in se do neke mere prelili v Galicijo. Galicijski parlament je prenehal zasedati. 
Leta 1863 je v ruski Poljski izbruhnil nov upor in avstro-ogrska oblast v Galiciji je od leta 1864 do 1865 razglasila obsedno stanje in začasno ukinila državljanske svoboščine. 
Leto 1865 je prineslo vrnitev k federalnim idejam po vzoru Gołuchowskega in ponovno so se začela pogajanja o avtonomiji med poljsko aristokracijo in Dunajem. 
Ukrajinci so se počutili vedno bolj zapuščene s strani Dunaja in med Ukrajinci, ki so se zbrali okoli grkokatoliške stolnice svetega Jurija, je prišlo do obrata proti Rusiji. Skrajnejši zagovorniki te usmeritve so postali znani kot rusofili. Istočasno se je pod vplivom v ukrajinščini pisane poezije osrednjega ukrajinskega pesnika Tarasa Ševčenka pojavilo nasprotno ukrajinofilsko gibanje, ki je objavljalo besedila v ukrajinskem jeziku in sčasoma vzpostavilo mrežo čitalnic. Zagovorniki te usmeritve so postali znani kot narodnjaki, kasneje pa kot Ukrajinci. Skoraj vsi Ukrajinci pa so še vedno upali na narodno enakopravnost in na upravno razdelitev Galicije po etničnih mejah.

### Galicijska avtonomija
Leta 1866, po bitki pri Sadovi in avstrijskem porazu v avstrijsko-pruski vojni, se je Avstro-Ogrska začela soočati z vse večjimi notranjimi težavami. Da bi okrepil podporo monarhiji, se je cesar Franc Jožef začel pogajati za kompromis z ogrskim plemstvom, da bi zagotovil njegovo podporo. Nekateri člani vlade, na primer avstro-ogrski premier, grof Belcredi, so cesarju svetovali, naj sklene obsežnejši ustavni dogovor z vsemi narodi, ki bi ustvaril federativno ureditev. Belcredija je skrbelo, da bi uskladitev z zgolj  ogrskimi interesi odtujila druge narode. Franc Jožef vsekakor ni mogel prezreti moči ogrskega plemstva, ki ni hotelo sprejeti nič manj kot dualizem z njim samim in tradicionalnimi avstrijskimi elitami. 
Končno se je po tako imenovanem kompromisu (nemško Ausgleich) februarja 1867 Avstrijsko cesarstvo preoblikovalo v dualistično Avstro-Ogrsko. Čeprav so poljski in češki načrti za vključitev svojih delov monarhije v federalno strukturo propadli, se je začel počasen, a vztrajen proces liberalizacije avstrijske oblasti v Galiciji. Predstavniki poljske aristokracije in inteligence so se obrnili na cesarja in prosili za večjo avtonomijo Galicije. Njihove zahteve niso bile dokončno sprejete, vendar je bilo v naslednjih nekaj letih narejenih več pomembnih korakov za vzpostavitev galicijske avtonomije. 
Od leta 1873 je bila Galicija de facto avtonomna provinca Avstro-Ogrske s poljščino in v manjši meri ukrajinščino kot uradnim jezikom. Germanizacija je bila ustavljena in odpravljena je bila cenzura. Galicija je bila pod cislejtansko jurisdikcijo dvojne monarhije, vendar sta imela galicijski sejm in provincialna uprava obsežne privilegije in posebne pravice, zlasti v izobraževanju, kulturi in lokalnih zadevah. 
Te spremembe so podprli številni poljski intelektualci. Leta 1869 je skupina mladih konservativnih publicistov v Krakovu, med njimi Józef Szujski, Stanisław Tarnowski, Stanisław Koźmian in Ludwik Wodzicki, izdala serijo satiričnih pamfletov z naslovom Stańczykov listopad  (slovensko Stańczykov november). Le pet let po tragičnem koncu januarskega upora so pamfleti zasmehovali idejo oboroženih narodnih uporov in predlagali kompromise s poljskimi sovražniki, zlasti z Avstrijskim cesarstvom, osredotočanje na gospodarsko rast in sprejemanje političnih koncesij, ki jih je ponudil Dunaj. Ta politična skupina je postala znana kot Stanczykovi ali Krakovski konservativci. Skupaj s konservativnimi poljskimi zemljiškimi posestniki in aristokracijo iz vzhodne Galicije, tako imenovanimi Podolci, so dosegli politično prevlado v Galiciji, ki je trajala do leta 1914. Tega premika oblasti z Dunaja na poljski veleposestniški razred Ukrajinci niso pozdravili in so postajali vse bolj razdeljeni med ukrajinofile, ki so iskali zgodovinsko povezavo v Kijevu, in rusofile, ki poudarjali svoje povezave z Rusijo.
Tako Dunaj kot Poljaki so v rusofilih videli izdajalce in jih v nizu političnih sodnih procesov na koncu povsem diskreditirali. Medtem je bil do leta 1890 sklenjen sporazum med Poljaki in "populističnimi" Ukrajinci, ki je predvidel delno ukrajinizacijo šolskega sistema v vzhodni Galiciji in druge koncesije ukrajinski kulturi. Število študentov ukrajinskega jezika je verjetno ravno zaradi tega sporazuma močno naraslo. Ukrajinsko nacionalno gibanje se je hitro razširilo med ukrajinskimi kmeti in kljub ponavljajočim se neuspehom do zgodnjih let 20. stoletja skoraj popolnoma nadomestilo druge ukrajinske skupine kot glavnega tekmeca za oblast s Poljaki. Ukrajinci se v tem obdobju niso odpovedali tradicionalnim ukrajinskim zahtevam po narodni enakopravnosti in delitvi pokrajine na zahodno, poljsko, in vzhodno, ukrajinsko polovico. Od volitev septembra 1895 je Galicija postala znana po svojih "krvavih volitvah", saj je avstrijski premier, grof Kasimir Felix Badeni, nadaljeval z lažiranjem volilnih rezultatov, medtem ko so policisti na voliščih pretepali tiste volivce, ki niso glasovali za vlado.

### Veliko ekonomsko izseljevanje
V začetku leta 1880 je prišlo do množičnega izseljevanja galicijskega kmečkega prebivalstva. Izseljevanje se je začelo kot sezonska selitev v novo združeno in gospodarsko dinamično Nemčijo, kasneje pa se je pretvorilo v množično preseljevanje čez Atlantik, predvsem v ZDA, Brazilijo in Kanado. 
Zaradi zaostalega gospodarstva je bila v Galiciji na podeželju zelo razširjena revščina. Izseljevanje se je začelo v zahodnem delu Galicije, naseljenem s Poljaki, in se nato hitro premaknilo proti vzhodu v dele, naseljene z Ukrajinci. V tej množični selitvi s podeželja so bili udeleženi tako Poljaki kot Ukrajinci, Judje in Nemci. Poljaki so se selili predvsem v Novo Anglijo in države na srednjem zahodu Združenih držav, pa tudi v Brazilijo in drugam. Ukrajinci so migrirali v Brazilijo, Kanado in ZDA. Zelo intenzivno je bilo izseljevanje iz Zahodnega Podolja okoli Ternopila v Zahodno Kanado. Judje so se izseljevali tako neposredno v Novi svet kot posredno prek drugih delov Avstro-Ogrske. Velika večina Ukrajincev in Poljakov, ki so odšli v Kanado pred letom 1914, je prišla iz Galicije ali sosednje Bukovine.
V letih 1847, 1849, 1855, 1865, 1876 in 1889 so bile v Galiciji lakote, zaradi katerih je umrlo na tisoče ljudi. Te so še povečale občutek, da je življenje v Galiciji brezupno, in navdihnile ljudi, da so odšli iskat boljše življenje v Novem svetu. K selitvam so pripomogli zakoni o dedovanju, v Galiciji sprejeti leta 1868, ki so določali, da mora biti zemlja enakomerno razdeljena med kmečke sinove, kar je zaradi velikih družin povzročilo drobljenje zemlje na veliko majhnih posesti, na katerih je kmetovanje postalo negospodarno.
V tem velikem gospodarskem izseljevanju, ki se je vztrajno stopnjevalo vse do izbruha prve svetovne vojne leta 1914, se je izselilo nekaj sto tisoč ljudi. Vojna je začasno ustavila izseljevanje, ki po vojni nikoli več ni doseglo predvojnih razsežnosti. Veliko ekonomsko izseljevanje, zlasti v Brazilijo, ki so ga imenovali "brazilska vročica", so v sodobnih literarnih delih opisali poljska pesnica Maria Konopnicka, ukrajinski pisatelj Ivan Franko  in mnogi drugi. Nekatere zvezne države na jugu Brazilije imajo velik odstotek prebivalcev, ki so neposredni potomci teh ukrajinskih priseljencev. 
Kar zadeva družbene odnose, predvsem med kmeti in posestniki, je bilo to območje najbolj nerazvito v nekdanjem cesarstvu. Galicijski kmetje so vedno živeli na robu lakote. Poljski kmetje so zato Galicijo ironično imenovali "Golicija in Gladomerija", "(kraj) golote in lakote". Car Aleksander II. je v 70. letih 19. stoletja uradno prepovedal tlačanstvo in osvobodil podložnike v Ruskem carstvu ter sprejel zakonodajo za zaščito podložnikov. V Galiciji so lahko premožni poljski trgovci in lokalno plemstvo podložnike s plenilskimi praksami prisilil nazaj v tlačanstvo in suženjstvo, kar je trajalo do začetka prve svetovne vojne. 
V času emigracij v 90. letih 19. stoletja so številni poljski in ukrajinski liberalci videli Galicijo kot poljski Piemont ali ukrajinski Piemont. Ker so Italijani svojo osvoboditev izpod avstrijske oblasti začeli v italijanskem Piemontu, so ti ukrajinski in poljski nacionalisti menili, da se bo osvoboditev njihovih dveh držav začela v Galiciji. 
Prebivalstvo Galicije se je kljub izselitvi skoraj 750.000 ljudi med letoma 1869 in 1910 povečalo za 45 %.

### Prva svetovna vojna in poljsko-ukrajinski konflikt
Med prvo svetovno vojno so v Galiciji potekali hudi boji med silami Rusije in Centralnih sil. Ruska carska vojska je leta 1914 zavzela večino regije, potem ko je v prvih mesecih vojne premagala avstro-ogrsko vojsko v kaotični obmejni bitki. Spomladi in poleti 1915 so se morali Rusi med združeno nemško in avstro-ogrsko ofenzivo umakniti. 
Konec leta 1918 je vzhodna Galicija postala del obnovljene republike Poljske, ki je priključila tudi Rusinsko ljudsko republiko Lemkov. Ukrajinsko prebivalstvo vzhodne Galicije je za kratek čas razglasilo neodvisno Zahodnoukrajinsko ljudsko republiko. Med poljsko-sovjetsko vojno so Sovjeti poskušali v vzhodni Galiciji vzpostaviti marionetno državo Galicijska SSR, katere vlada je bila po nekaj mesecih likvidirana. 
Usoda Galicije je bila sklenjena z Riškim mirovnim sporazumom, sklenjenim 18. marca 1921, s katerim je vsa Galicija pripadla Drugi poljski republiki. Čeprav nekateri Ukrajinci sporazuma nikoli niso priznali kot legitimnega, je bil 15. maja 1923 s precejšnjo francosko podporo mednarodno priznan. Varšava je nagradila francosko podporo poljski vladavini v etnično mešani vzhodni Galiciji z naftnimi viri v bazenu Borysław-Drohobycz. Francozom je omogočila, da so se v galicijsko naftno industrijo prelile znatne francoske naložbe. Poljaki so prepričali Francoze, da bodo zlahka upravljali vzhodno Galicijo in njena dragocena naftna bogastva, saj je bilo pred prvo svetovno vojno pismenih manj kot 25 % etničnih Ukrajincev, ki hkrati niso imeli izkušenj z vladanjem. 
Ukrajinci nekdanje vzhodne Galicije in sosednje province Volinije so predstavljali približno 12 % prebivalstva Druge poljske republike in so bili njena največja manjšina. Ker je bila poljska vladna politika neprijazna do manjšin, so napetosti med poljsko vlado in ukrajinskim prebivalstvom rasle, kar je sčasoma povzročilo nastanek militantne podtalne Organizacije ukrajinskih nacionalistov. 

## Upravne enote
Pred prvo delitvijo Poljske je bila regija razdeljena na vojvodstva, zgodovinsko gledano tudi palatinate. Natančneje, območje, ki je postalo Galicija in Lodomerija, je vključevalo večino Rusinskega vojvodstva z deželo Galič ter Belška in Krakovskega vojvodstva ter manjše dele Podolskega, Lublinskega in Sandomjerskega vojvodstva. 
Kmalu po razdelitvi so bila nekdanja poljska ozemlja organizirana v šest kresij (nemško Kreis, mn. Kreise). Novembra 1773 je obstajalo 59 kresij. Njihovo število je bilo leta 1777 zmanjšano na 19. 

### Standardne kresije (1782–1850; 1854–1867)
Leta 1782 je bil dvonivojski sistem upravnih enot ukinjen in kraljestvo je bilo razdeljeno na 18 standardnih kresij (poljsko circuły, ukrajinsko okrugi), podobno kot v drugih ne-madžarskih delih Habsburškega cesarstva. Sistem je ostal v veljavi, razen v letih 1850–1853, dokler niso bile kresije leta 1867 dokončno odpravljene. 
Leta 1786 je Bukovina, nekdanji severozahodni del Moldavije, ki jo je Rusija zasedla med rusko-turško vojno leta 1769 in jo leta 1774 prepustila Habsburški monarhiji v "znak hvaležnosti", postala del Galicije kot Bukovinska kresija. Pred tem so Bukovino upravljali kot vojaška kresija. 
Po tretji delitvi Poljske leta 1795 so bila tri najbolj zahodne kresije – Misleniško, Novosaško in Bohnijsko – prenesena v zahodno Galicijo. Dukljanska kresija je postalo Jaslovska kresija. Zahodna Galicija je bila leta 1803 združena z ožjo Galicijo.
S Schönbrunnskim sporazumom iz leta 1809, ki je končal vojno pete koalicije, je bila Avstrija prisiljena odstopiti kresijo Zamość, skupaj z vsemi pridobitvami tretje delitve, Varšavski vojvodini. Ti deli so leta 1815 postali del Kongresne Poljske pod ruskim nadzorom. Krakov je bil izvzet in je postal Svobodno mesto Krakov. Avstrija je bila prisiljena odstopiti Tarnopolsko kresijo in večino Zaleške kresije Rusiji. Obe kresiji sta bili združeni v Tarnopolsko kresijo. Ostanek Zaleške kresije je bil združen z delom Stanislavske kresije v Kolomersko kresijo. Ko je bila Tarnopolska kresija leta 1815 vrnjena Avstriji, sta bila prejšnja dela ponovno ločena. Nekdanja Zaleška kresija je postala Čortkovska kresija. 
Do leta 1815 je večina kresij dobila ustaljene meje. Leta 1819 se je Misleniška kresija preimenovalo v Vadoviško kresijo. 
Leta 1846 je Avstrija priključila Svobodno mesto Krakov, ki je postalo Veliko krakovsko vojvodstvo. Upravno se je vojvodstvo obravnavalo kot galicijsko Krakovsko kresijo. 
Leta 1850 so kresije na kratko zamenjali z okraji (nemško Regierungsbezirke/Bezirkshauptmannschaften), vendar so bile te reforme leta 1853 razveljavljene, natančna upravna struktura pa naj bi bila določena kasneje. Leta 1854 so bile kresije uradno ponovno ustanovljena, razdeljena na okraje (nemško Amtsbezirke), in združena v dve upravni regiji (nemško Verwaltungsgebiete, upravna obnočja) - Lemberg (Lvov) in Krakov. Lemberg in Krakov sama sta bila statutarni mesti, podrejeni neposredno avstrijski kroni.

### Upravne kresije in politični okraji (1850–1853)
Leta 1850 sta bili Galicija in Lodomerija razdeljeni na tri vladne kresije, poimenovana po njihovih glavnih mestih: Lvov (Lviv/Lvov), Krakov (Krawów) in Stanislav (Stanislaviv/Stanisławów, zdaj Ivano-Frankivsk). Kresije so bile nato ukinjene in nadomeščene s političnimi okraji. V teh kresijah je bilo 19, 26 oziroma 18, skupaj torej 63 okrajev.
Vladne kresije in politični okraji so bili leta 1853 ukinjeni, naslednje leto pa so bile kresije formalno ponovno vzpostavljena.

### Politične kresije (1867–1918)
Leta 1867 je bila kraljevina ponovno razdeljena na številne politične kresije (nemško Okrožna središča), v poljščini imenovana powiaty. Kresij je bilo sprva 74. Leta 1914 jih je bilo 82. Glavno mesto kraljevine je bil Lvov (ukrajinsko Lviv), neuradna prestolnica zahodnega dela Galicije in drugo najpomembnejše mesto v regiji pa je bil Krakov. 

## Vlada
Po delitvi Poljske je regijo upravljal imenovani guverner, kasneje podregent. Med vojno je funkcijo podregenta dopolnjeval vojaški guverner. Leta 1861 je bil ustanovljen regionalni zbor, imenovan Deželni sejm, ki je sprva zaradi pomanjkanja ustrezne upravne stavbe do leta 1890 zasedal v stavbi gledališča Skarbek. 

### Podregenti
Seznam podregentov od leta 1900: 
- grof Leon Piniński (31. marec  1898 – junij 1903)
- grof Andrzej Kazimierz Potocki (8. junij 1903 – 12. april 1908)
- grof Count Michał Bobrzyński (28. april 1908 – 14. maj 1913)
- Witold Korytowski (14. maj 1913 – 20. avgust 1915)
- ruska okupacija (september 1914 – 1915)
- Hermann von Colard (avgust 1915 – 8. april 1916)
- Baron Erich von Diller (april 1916 – marec 1917), po ruski okupaciji izgnan
- ruska okupacija (1916 – 26. julij 1917)
- grof Karl Georg Huyn (1917 – 1. november 1918), dejansko podrejen regentskemu svetu in njegovemu generalnemu komisarju knezu Witoldu Leonu Czartoryjskemu in ne avstrijski kroni.

## Demografija
Leta 1773 je imela Galicija približno 2,6 milijona prebivalcev v 280 mestih in trgih ter približno 5.500 vaseh. Imela je skoraj 19.000 plemiških družin z 95.000 člani, kar je pomenilo približno 3 % prebivalstva. "Nesvobodni" so predstavljali 1,86 milijona prebivalcev, se pravi več kot 70 % prebivalstva. Število polnopravnih kmetov je bilo majhno, vendar je ogromna  večina (84 %) imela le majhna posestva ali pa jih sploh ni imela. 
Galicija je imela najbolj raznoliko etnično sestavo v celi Habsburški monarhiji: Poljake, Ukrajince, galicijske Nemce, Armence, Jude, Madžare, Rome, Lipovane in druge. Poljaki so živeli večinoma na zahodu, Ukrajinci (takrat pogosto poimenovani Rusini/Rutenci) pa so prevladovali v vzhodnem deli kraljevine (Rutenija). 
Judje so se v Galicijo priselili v srednjem veku iz Nemčije in so večinoma govorili jidiš. Nemško govoreče prebivalce so pogosto imenovali "Sasi" ali "Švabi", čeprav večina njih ni prihajala iz Saške ali Švabske, kot na primer transilvanski Sasi in donavski Švabi. Bilo je tudi nekaj menonitov, ki so večinoma prihajali iz Švice, in so govorili narečje palatinske nemščine, ki je bila blizu pensilvanski nemščini. Identifikacija prebivalcev, ki so se jasno razlikovali po jeziku, kot so bili Sasi in Romi, ni bila problematična, med drugimi pa je večjezičnost pogosto zabrisala meje. 
Bolj jasno so bile začrtane verske meje. Večina Poljakov je bila katoličanov, medtem ko so bili Ukrajinci večinoma grkokatoliki in so v preteklosti spadali v Kijevsko metropolijo. Tretja največja verska skupina so bili Judje s svojimi večinoma tradicionalnimi verskimi obredi, ki so se kasneje razvili v ortodoksno judovstvo. Lokalna judovska skupnost je imela močan občutek pripadnosti in se je imenovala Galicijani, da bi se razlikovala od drugih aškenaskih judovskih skupnosti v vzhodni Evropi. Judovska skupnost Galicije je bila leta 1772 večinoma ortodoksna ali hasidska in mnogi so reforme, ki jih je uvedel cesar Jožef II., kot je bila uvedba vojaške obveznosti, razumeli kot obliko zatiranja. Reforme so Galicijane privedle do razkola med ortodoksno in hasidsko skupnostjo, zavezano tradicionalnim vrednotam, in "modernizatorji", ki so želeli spremembe.
Povprečna pričakovana življenjska doba je bila 27 let za moške in 28,5 let za ženske, v primerjavi s 33 in 37 leti na Češkem, 39 in 41 leti v Franciji ter 40 in 42 leti v Angliji. Tudi kakovost življenja je bila precej nižja, saj je bila Galicija najrevnejša provinca v Avstrijskem cesarstvu. Letna poraba mesa ni presegla 10 kg na prebivalca, v primerjavi z 24 kg na Ogrskem in 33 kg v Nemčiji. Slednje je bilo predvsem posledica precej nižjega povprečnega dohodka. Leta 2014 je revija The Economist zapisala: "Revščina v Galiciji v 19. stoletju je bila tako ekstremna, da je postala pregovorna in so regijo imenovali Golicija in Gladomerija".
Leta 1888 se je Galicija raztezala na 78.550 kvadratnih kilometrih in imela približno 6,4 milijona prebivalcev, vključno s 4,8 milijona kmetov, ki so tvorili 75 % celotnega prebivalstva. Gostota prebivalstva je bila z 81 prebivalci na kvadratni kilometer višja kot v Franciji (71 prebivalcev/km2) ali Nemčiji. Prebivalstvo se je do leta 1900 povečalo na 7,3 milijona in do leta 1910 na 8 milijonov.
| Religija      | Pripadniki | Pripadniki |
| ------------- | ---------- | ---------- |
| Rimokatoliška | 3.731.569  | 46,5%      |
| Grkokatoliška | 3.379.613  | 42,1%      |
| Judovska      | 871.895    | 10,9%      |
| Protestantska | 37.144     | 0,5%       |
| Druga         | 5.454      | <0,1%      |
| Skupaj        | 8.025.675  |            |

## Gospodarstvo
Galicija je bila gospodarsko najmanj razvit del Avstrije in je od dunajske vlade prejemala precejšnjo finančno podporo. Stopnja razvoja Galicije je bila primerljiva ali višja od ravni Rusije in Balkana, vendar precej nižja od zahodne Evrope. 
Prvi podroben opis gospodarskega stanja v regiji je pripravil Stanislaw Szczepanowski (1846–1900), poljski pravnik, ekonomist in kemik, ki je leta 1873 objavil prvo različico svojega poročila z naslovom Nędza galicyjska w cyfrach (Galicijska revščina v številkah). Na podlagi lastnih izkušenj delavca v indijskem uradu, pa tudi svojega dela na razvoju naftne industrije v Borislavski regiji in uradnih podatkov popisa prebivalstva, ki jih je objavila avstro-ogrska vlada, je Galicijo opisal kot eno najrevnejših regij v Evropi. 
Statistika kaže, da sta bili Galicija in Lodomerija revnejši od območij zahodno od njiju. Povprečni dohodek na prebivalca ni presegel 53 renskih guldnov (RG), v primerjavi z 91 RG v Kraljevini Poljski, 100 na Ogrskem in več kot 450 v Angliji v tistem času. Tudi davki so bili relativno visoki in so znašali 9 renskih guldnov na leto (približno 17 % letnega dohodka), v primerjavi s 5 % v Prusiji in 10 % v Angliji. Tudi odstotek ljudi z višjimi dohodki je bil precej nižji kot v drugih delih monarhije in Evrope: davek na luksuz, ki so ga plačevali ljudje, katerih letni dohodek je presegel 600 RG, je plačalo 8 ljudi na vsakih 1000 prebivalcev, v primerjavi z 28 na Češkem in 99 v Spodnji Avstriji. Kljub visokim davkom je državni dolg galicijske vlade ves čas presegal 300 milijonov RG, kar je bilo  približno 60 RG na prebivalca. 
Avstro-ogrska vlada je regijo imela predvsem za rezervoar poceni delovne sile in rekrutov za vojsko, pa tudi kot tamponski pas pred Rusijo. V Galiciji se je šele v začetku 20. stoletja začela razvijati težka industrija, ki je bila primerljiva z večjim delom Rusije in Balkana. Že takrat je bila industrija povezana večinoma z vojsko. Največje državne naložbe v regiji so bile železnice in trdnjave v Przemyślu, Krakovu in drugih mestih. Industrijski razvoj je bil večinoma povezan z zasebno naftno industrijo, ki jo je ustanovil Robert Doms, in s solnimi rudniki v Wieliczki, ki so delovali vsaj od srednjega veka.

### Industrija
Leta 1880 je bila industrija v Galiciji na zelo nizki ravni. Leta 1857 je v industriji delalo 102.189 ljudi oziroma 2,2 % prebivalstva. Do leta 1870 se je to število povečalo na 179.626 oziroma 3,3 % prebivalstva. 

### Industrija nafte in plina
V okolici Drogobiča in Borislava so sredi 19. in v začetku 20. stoletja odkrili znatne zaloge nafte in razvili ustrezno industrijo. Prva poskusna vrtanja so bila opravljena leta 1854 v Bóbrki v zahodni Galiciji in leta 1867 je bila v Kleczanyju v zahodni Galiciji izvrtana vrtina, globoka približno 200 metrov. 31. decembra 1872 je bila odprta železniška proga, ki je povezovala Borysław (zdaj Borislav) z bližnjim mestom Drogobič. 
V Galicijo sta leta 1882 prišla Američan John Simon Bergheim in Kanadčan William Henry McGarvey. Njuno podjetje MacGarvey in Bergheim je izvrtalo vrtine, globoke od 700 do 1000 metrov, in odkrilo velika nahajališča nafte. Leta 1885 sta  svoje podjetje preimenovala v Galicijsko-karpatsko naftno družbo s sedežem na Dunaju. McGarvey je bil glavni administrator, Bergheim pa terenski inženir. V Marjampolu blizu Gorlic v jugovzhodnem kotu Galicije sta zgradila ogromno rafinerijo, ki je veljala za največje in najučinkovitejše podjetje v Avstro-Ogrski. Zgrajena je bila v šestih mesecih in zaposlovala 1000 mož.  Vlagatelji iz Velike Britanije, Belgije in Nemčije so zatem ustanovili še več podjetij za razvoj naftne in plinske industrije v Galiciji. Zaradi tega pritoka kapitala se je število naftnih podjetij do leta 1884 zmanjšalo z 900 na 484, do leta 1890 pa na 285 podjetij s 3700 delavci. V istem času se je število rafinerij nafte povečalo z 31 leta 1880 na 54 leta 1904. Do leta 1904 je bilo v Borysławu trideset vrtin globljih od 1000 metrov. Proizvodnja se je med letoma 1905 in 1906 povečala za 50 % in se nato med letoma 1906 in 1909 potrojila zaradi nepričakovanih odkritij ogromnih zalog nafte. Leta 1909 je proizvodnja dosegla vrhunec z 2.076.000 tonami oziroma 4 % svetovne proizvodnje. Naftna polja v Borysławu in bližnjih Tustanowicah, pogosto imenovana "poljski Baku", so predstavljala več kot 90 % proizvodnje nafte v Avstro-Ogrski. Število prebivalcev Boryslawa se je od 500 v 60. letih 19. stoletja  do leta 1898 povečalo na 12.000.
Leta 1909 je bilo ustanovljeno podjetje Polmin za pridobivanje in distribucijo zemeljskega plina s sedežem v Lvovu. Na prelomu stoletja je bila Galicija četrta največja proizvajalka nafte na svetu. Znatno povečanje proizvodnje nafte je hkrati povzročilo padec njene cene. Tik pred balkanskima vojnama se je proizvodnja nafte v Galiciji zelo hitro zmanjšala. Med prvo svetovno vojno je bila Galicija glavni vir nafte Centralnih sil.

### Kultura
Časnika: Gazette de Leopol (1776), Slovo (ukinjen leta 1876 z Emskim dekretom carja Aleksandra II.)
Tednik: Zorja galicka (prvič izšel 15. maja 1848)

## Zastava
Do leta 1849 so bile Galicija, Lodomerija ter Bukovina ena sama provinca z zastavo, sestavljeno iz zgornje modre in spodnje rdeče vodoravne črte. 
Leta 1849 je Bukovina postala neodvisna in obdržala modro-rdečo zastavo. Galicija je dobila novo zastavo, sestavljeno iz treh vodoravnih črt: modre, rdeče in rumene. Ta zastava je ostala v rabi do leta 1890, ko je Galicija-Lodomerija dobila novo zastavo, sestavljeno iz dveh vodoravnih črt, zgornje rdeče in spodnje  bele. Ta zastava je ostala v rabi do razpada Kraljestva Galicije-Lodomerije leta 1918 in je prikazana tudi  na Ströhlovem Avstro-Ogrskem grbovniku iz leta 1898. 
- 1772–1800, 1849–1890
- 1800–1849, 1890-1918

## Vojska
Kraljestvo je bilo razdeljeno na tri glavne vojaške kresije s središči v Krakovu, Lvovu in Przemyślu. Lokalna vojska je za komunikacijo uporabljala specializiran jezik, znan kot vojaški slovanski jezik. Ena glavnih vojaških enot je bila 1. armada, ki so jo sestavljali 1. (Krakovski), 5. (Prešporski) in 10. (Przemyślski) korpus. 
- 13. galicijski ulanski polk v bitki pri Custozi leta 1866
- Čaka Poljske narodne garde v Lvovu leta 1848